# Tony Ryan
Thomas Anthony Ryan (Thurles, 2 febbraio 1936 – Celbridge, 3 ottobre 2007) è stato un imprenditore e manager irlandese, fondatore della compagnia aerea Ryanair.

## Biografia
Nato a Thurles, nella contea di Tipperary, suo padre Martin Ryan lavorava come autista di treni. Abbandonati gli studi a causa della prematura morte del padre, Tony iniziò a lavorare come operaio presso l'aeroporto di Shannon per la compagnia Aer Lingus; nel 1959 venne assegnato all'aeroporto di Heathrow e nel 1962 in quello di Cork, rivestendo ruoli sempre più importanti. Nel 1966 si trasferì negli Stati Uniti dove gli vennero assegnati incarichi manageriali presso gli aeroporti di Chicago e New York. Nel 1975, con Aer Lingus e il Gruppo Guinness Peat fonda, con un investimento di 50 000 sterline, Guinness Peat Aviation (poi GPA Group), una società di leasing di aeromobili. GPA crebbe fino a diventare il più grande locatore di aerei del mondo, raggiungendo il valore di 4 miliardi. Nel 1987 assieme a Christy Ryan e Liam Lonergan fondò Ryanair. Alla sua morte risultava il settimo uomo più ricco d'Irlanda con oltre 1,5 miliardi di € (oltre 1 miliardo di £) di patrimonio stimato.

## Filantropia
Ryan fu un finanziatore attivo e innovativo di formazione universitaria in Irlanda. Donò un istituto di scienze marine all'Università Nazionale d'Irlanda di Galway nel 1993, chiamato Martin Ryan Marine Science Institute in onore di suo padre. Mostrò interesse per la scienza marina e lo sviluppo dell'acquacoltura nella parte occidentale dell'Irlanda. Finanziò anche la Ryan Academy per l'imprenditorialità al parco di Citywest, che è gestito da Dublin City University.
Nel 2001, Ryan acquisì Castleton Farm nei pressi di Lexington dal Van Lennep Family Trust. Ryan lo rinominò Castleton Lyons e si impegnò in lavori di ristrutturazione per la proprietà.
Al momento della sua morte possedeva il 16% di Tiger Airways.

## Morte
Tony morì il 3 ottobre 2007, a 71 anni, a causa di un cancro al pancreas. Suo figlio maggiore Cathal morì appena tre mesi dopo, all'età di 48 anni, per la stessa patologia.